# Электронное таможенное декларирование в России
Электронное таможенное декларирование в России — возможность подачи таможенных деклараций в электронном виде и проведения удалённой процедуры таможенного декларирования товаров, реализованная в России в начале 2000-х годов. Одним из ведущих разработчиков ПО для ЭД-1 был Научно инженерный центр электро технического института (НИЦ ЭТУ) в г. Санкт-Петербурге. По заказу ФТС были реализованы и внедрены программы КПС Инспектор и КПС ЭДТиТС Декларант. 

## История
Начало развития электронного декларирования в России связано с принятием в 2002 году закона «Об электронной цифровой подписи». В ноябре 2002 года в Москве на таможенном посту «Каширский» Московской южной таможни ЦТУ была оформлена первая в России электронная декларация. В июле 2004 году на Чертановском таможенном посту в Москве начала действовать автоматизированная система электронного декларирования. Затем в течение нескольких лет эта технология постепенно распространялась по территории Российской Федерации, не имея большого количества пользователей, в силу своей дороговизны.
Массовое внедрение электронного декларирования в России началось после выхода в 2008 году приказа Федеральной таможенной службы, разрешающего использование интернета для передачи данных в ведомственную сеть таможни, а также устанавливающего требования к подключению к ведомственной сети. Согласно этим требованиям, абоненты могли теперь подключаться к сети таможни не только через собственный узел доступа, но и использовать для этой цели готовые узлы информационных операторов, одобренных Главным научно-информационного вычислительного центра Федеральной таможенной службы.
Осенью 2008 года были выпущены первые таможенные декларации по схеме интернет-декларирования. В октябре 2010 года все таможенные посты имели достаточную техническую оснащённость для применения электронной формы декларирования.
По состоянию на 1 июня 2011 года доля интернет-деклараций в общем объёме оформляемых документов составила 61 %. В 2010 году около 52 % участников внешнеэкономической деятельности (более 23,5 тысяч) использовали электронную форму декларирования.
Переход на обязательное электронное декларирование в России предусмотрен с 1 января 2014 года, до этого периода декларацию на товары можно подавать как в электронном виде, так и на бумажном носителе.

## Технология электронного декларирования
На первоначальном этапе внедрения электронного декларирования была предложена технологическая схема оформления ЭД-1, в которой передавались формализованные документы и  графические файлы, включая отсканированные. Для подготовки и передачи этих данных требуется специальное программное обеспечение. Кроме того, брокер может подключиться к ведомственной сети таможни только по специально выделенным каналам связи. Прокладка и эксплуатация этих каналов, а также установка программного обеспечения требует значительных финансовых затрат. 
Схема ЭД-2, так называемое электронное декларирование второго поколения, допускает передачу данных по сети Интернет, хотя и через специально оборудованный узел доступа. При этом не обязательно создавать собственный узел доступа, можно воспользоваться услугами информационного оператора. Для оформления используются формализованные данные (то есть в виде электронного документа), работа с которыми давно и хорошо отлажена с использованием привычного для декларанта программного обеспечения.
В этой схеме весь обмен данными — в таможню и обратно из таможни (подтверждение о приёме, регистрационный номер, протоколы ошибок, подтверждение «выпуск разрешен») — осуществляется с помощью открытого документированного набора сообщений в формате XML через единый почтовый сервер. Отправка документов на таможенный пост осуществляется прямо с рабочего места декларанта. Все изменения и дополнения вносятся в декларацию в процессе обмена электронными сообщениями с таможенным инспектором.
В среднем время таможенного оформления до выпуска товара, составило 30 минут, то есть, как минимум, на порядок меньше среднего времени при оформлении с использованием бумажного вида ГТД.

### Процедура подачи электронной декларации
1. Декларант при помощи специализированной программы отправляет на таможенный пост основной пакет электронных документов в формате XML, содержащий декларацию на товары, декларацию таможенной стоимости и опись документов.
2. Инспектор таможни проверяет декларацию. При отсутствии критических ошибок декларация регистрируется в системе таможни (декларации присваивается номер). При необходимости внесения исправлений в декларацию, инспектор направляет декларанту уведомление о необходимости внесения изменений с перечнем ошибок. После исправления ошибок, пакет электронных документов отсылается повторно.

В процессе электронного оформления инспектор таможни и декларант взаимодействуют по следующим основным вопросам:
1. Инспектор отправляет запросы на интересующие его документы, указанные в Описи. Документы для предоставления по требованию таможни создаются в электронном виде и предоставляются также в формате XML.

Если получен запрос на корректировку таможенной стоимости, декларант выполняет корректировку и снова высылает дополненный пакет документов.
1. В случае необходимости таможенного досмотра товара инспектор отправляет декларанту соответствующее уведомление. В свою очередь декларант направляет обязательное подтверждение о получении уведомления о необходимости досмотра. По завершении досмотра декларанту высылается электронная копия акта досмотра.

Статус «Выпуск разрешен», означающий выпуск товара в свободное обращение, присваивается декларации после успешного завершения проверки декларации и выполнения всех таможенных формальностей. На этом процедура электронного декларирования завершается.